# Alessandro Donati
Alessandro Donati (Atril, 8 mei 1979) is een voormalig Italiaans wielrenner.
Donati reed in zijn profcarrière nog niet naar een overwinning.

## Resultaten in voornaamste wedstrijden
| Jaar | Ronde van Italië | Ronde van Frankrijk | Ronde van Spanje |
| ---- | ---------------- | ------------------- | ---------------- |
| 2007 |                  |                     |                  |
| 2008 |                  |                     |                  |
| 2009 | 109e             |                     |                  |
| 2010 | 75e              |                     |                  |
| 2011 |                  |                     |                  |

| Jaar | Milaan-San Remo | Gent-Wevelgem | Parijs-Roubaix |
| ---- | --------------- | ------------- | -------------- |
| 2007 | 153e            |               |                |
| 2008 |                 | 119e          |                |
| 2009 | 73e             |               |                |
| 2010 | 144e            | 50e           | 28e            |
| 2011 | 121e            |               |                |

## Referentie
1. ↑  Profiel Donati op dewielersite.net. Gearchiveerd op 10 april 2021.